# All'erta
All'erta (Jagte Raho) è un film del 1956 diretto da Shambu Mitra e Amit Moitra.

## Premi e riconoscimenti
- Globo di Cristallo 1957 al Festival internazionale del cinema di Karlovy Vary